# Це (Цілком таємно)
Це (англ. This) — 2-й епізод одинадцятого сезону серіалу «Цілком таємно». Прем'єра в мережі «Фокс» відбулася 10 січня 2018 року. Під час початкового ефіру в США його переглянули 3.95 мільйона глядачів.

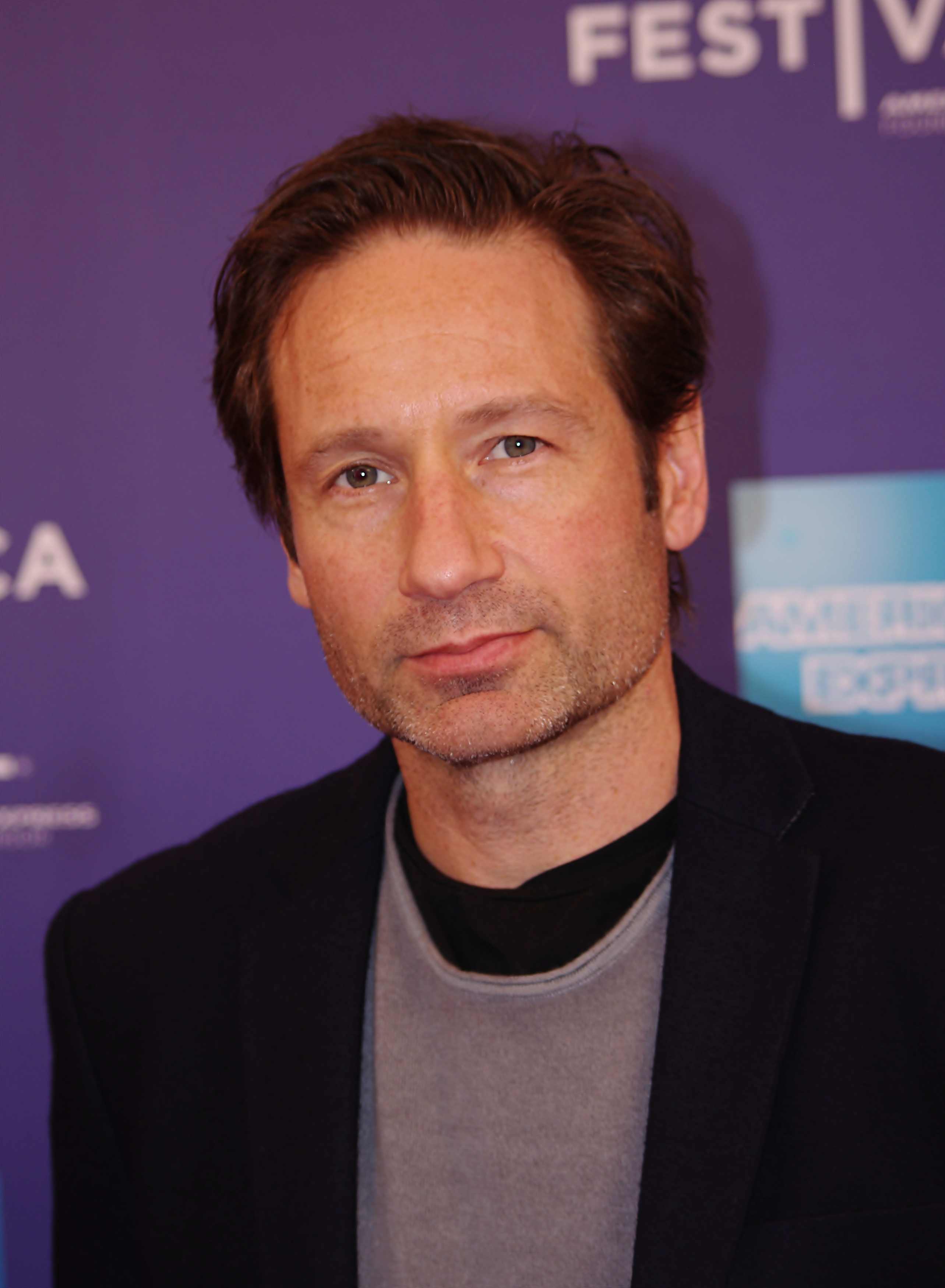

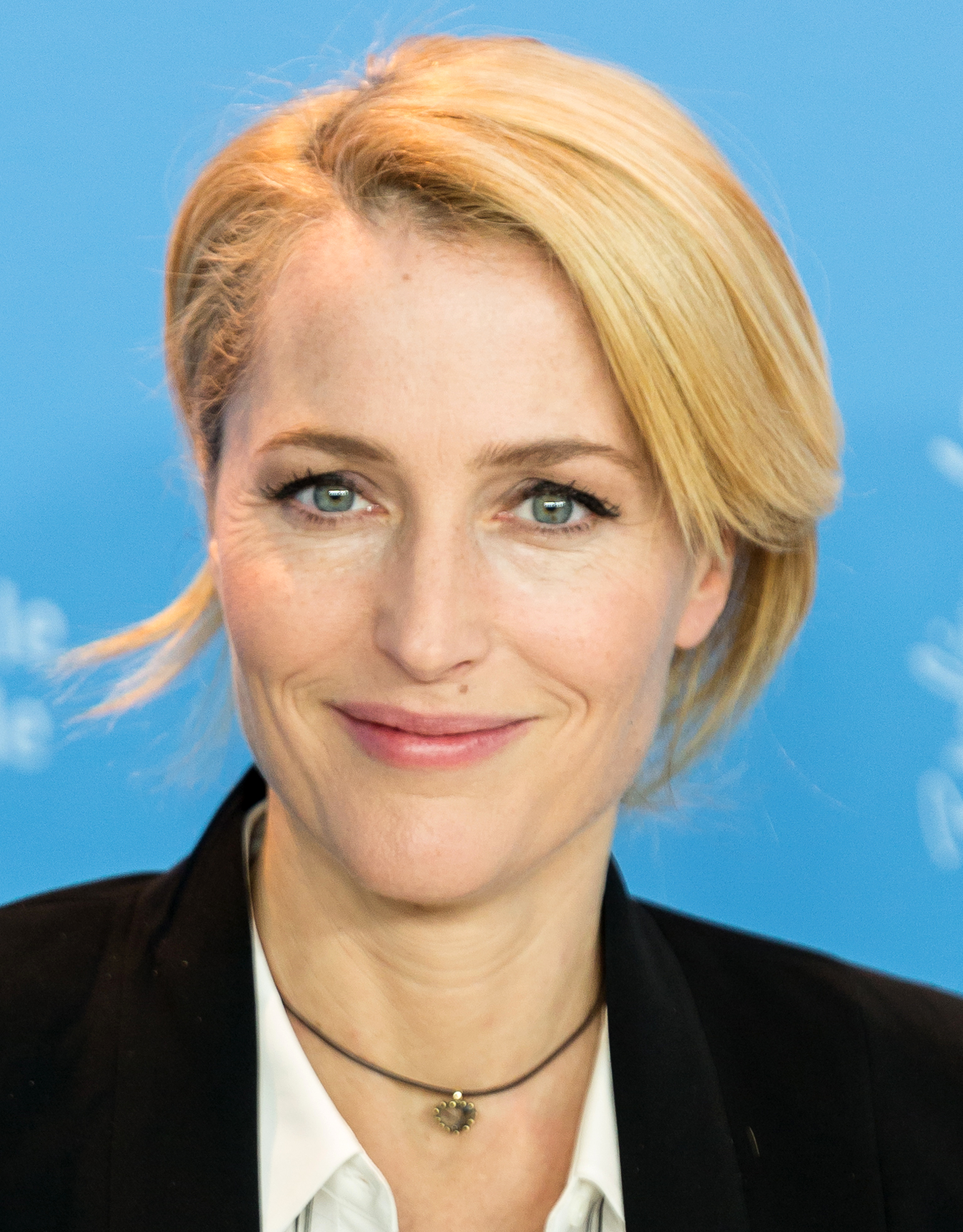

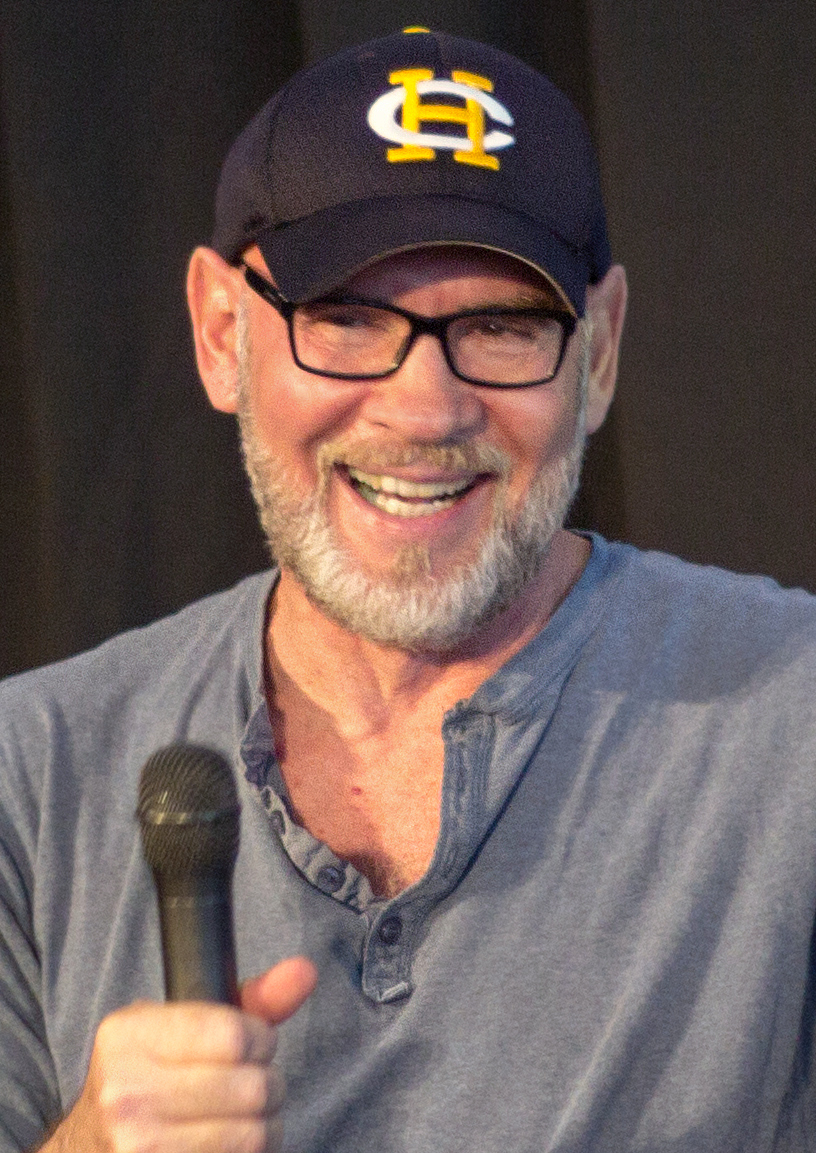

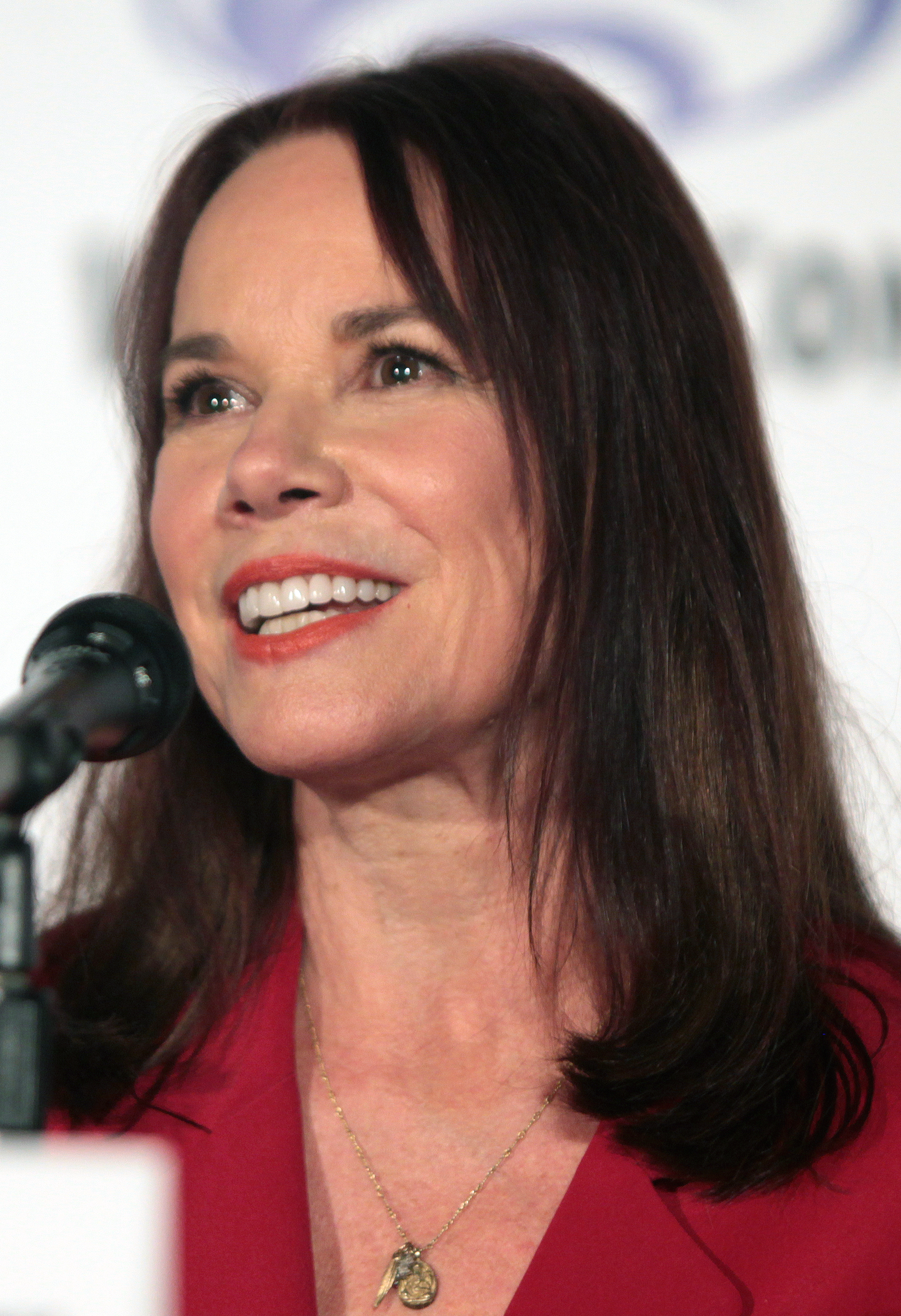

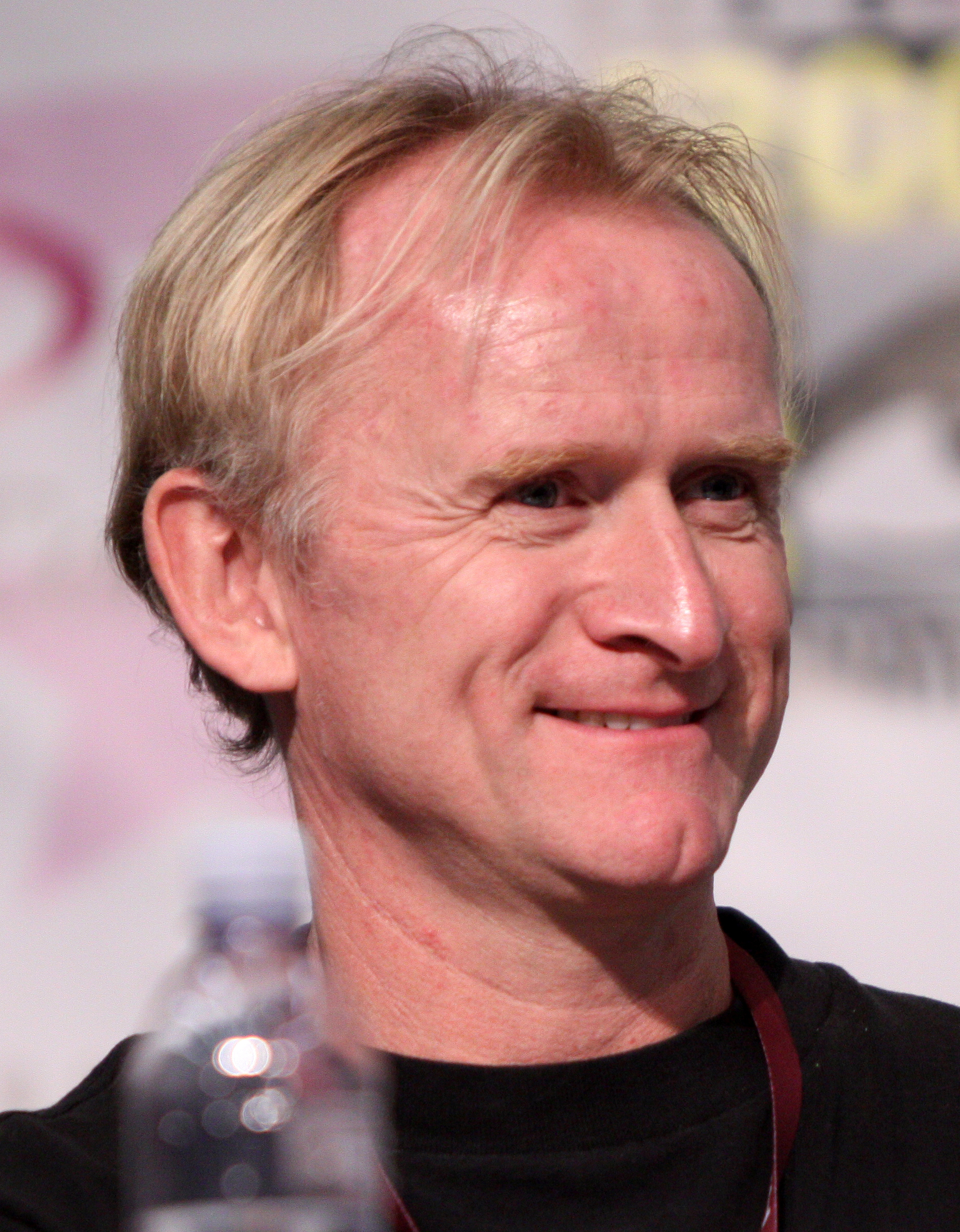

Віртуальна свідомість Річарда Ленглі звертається за допомогою до Малдера та Скаллі. Ленглі просить своїх друзів закрити проект в якому силою утримуються свідомості видатних людей науки, які фактично стали цифровими рабами, у яких забирають ідеї. Малдер виявляє, що Еріка Прайс керує цим проектом. Він її затримує на деякий час, щоб Скаллі встигла вимкнути сервери симуляції.

## Зміст
Звинувать ворогів у тому, в чому винен сам
Малдер і Скаллі сплять вдома у Фокса, коли його телефон раптово активується, із спотвореним зображенням Ленглі. Його поява застає агентів зненацька, оскільки він і Самотні стрільці вже багато років мертві. Однак троє озброєних чоловіків раптово вриваються в будинок, виникає перестрілка з агентами. Двоє з них вбиті; третій тікає.
Коли прибуває друга група озброєних людей, до Скаллі дзвонить Скіннер і наказує здаватися. Друга група має змогу проникнути в будинок і одягнути на агентів наручники. Один з нападників з іншим розмовляє російською мовою. В телефоні озивається Ленглі і нападники знаходять мобільник. Фоксу і Дейні вдається вирватися і втекти через ліс. Скіннер знаходить їх і допомагає сховатися й пояснює — це американська охоронна фірма зі штаб-квартирою в Москві та діє у рамках секретного розпорядження від виконавчої влади. У нападників в руках Ленглі «видаляється» з мобільного телефона.
Малдер і Скаллі вирушають на Арлінгтонський національний цвинтар й знаходять надгробки Самотніх Стрільців. Агенти виявляють, що їхні дати народження та смерті неточні, а надгробок Ленглі дивиться не в тому напрямку. Розв'язавши сумнівну заплутану головоломку, вони натрапляють на надгробний камінь Глибокої Горлянки, ім'я якого — Рональд Пакула. Малдер і Скаллі знаходять чіп із QR-кодом у його надгробку. Один зі нападників, якого впізнають як члена російської мафіозної вбивць, прибуває, щоб напасти на них. Однак Малдер атакує його і нокаутує.
В інтернет-кафе агенти сканують код, і знаходять зображення будівлі Довгих ліній у Нью-Йорку, де розташована програма АНБ під назвою «Titanpointe» й проект під кодовою назвою «Blarney» («Нісенітниця»). Вони стикаються зі Скіннером, який відкриває їм доступ до архіву «Цілком таємно». Агенти виявляють, що файли щодо справи Ленглі були зламані та видалені. Вони натрапляють на файл у папках інших Стрільців, що приводить їх до Карен Гембі. Вона пояснює, що вони завантажили її та свідомість Ленглі в симуляцію, яка активується, коли вони помруть. Гембі додає, що повідомлення надіслала віртуальна свідомість Ленглі. Перш ніж вона встигає закінчити пояснювати, як зв'язатися зі свідомістю Ленглі в симуляції, її вбиває російський кілер, в якого у відповідь стріляє Скаллі.
Малдер використовує алгоритми Гембі для спілкування з Ленглі, який зворушливо передає жах віртуального раю. Він каже їм, що великі уми світу у віртуальній реальності були зведені до цифрових рабів, і агенти повинні її закрити. У віртуальному світі «Ramones» грають щовечора і ніколи не сваряться, а «Нью-Інгленд Петріотс» ніколи не перемагають. Малдер і Скаллі заходять у будівлю Довгих ліній — Фокс ніби затриманий а Дейна його етапує. На них нападають на сходах, але Скаллі втікає. Малдера ведуть до кімнати з Ерікою Прайс, яка розкриває, що саме вона відповідає за розробку симуляції. Прайс наполягає, що вона здатна безболісно скопіювати свідомість людини щоразу, коли індивід користується мобільним телефоном, і радить Малдеру змінити погляд на світ.
Після роздумів, чи можливо йому завантажитися зі Скаллі, Малдер тікає. Тим часом Скаллі прориває скляні перешкоди, що захищають сервери, і вимикає симуляцію. Вона возз'єднується з Малдером, і обидва агенти тікають. Агенти повертаються з агентами ФБР по кіберзлочинності, щоб знайти порожній офіс і зниклі сервери.
Ленглі знову намагається зв'язатися з Малдером, наполягаючи на тому, щоб він «знищив резервну копію». Однак, перш ніж він може розкрити місцезнаходження, Ленглі відрізає росіянин, який тепер є частиною віртуального раю.

## Зйомки
Зйомки сезону розпочалися в серпні 2017 року у Ванкувері, де знімався попередній сезон разом із оригінальними п'ятьма сезонами серіалу.
Крім головних акторів Девіда Духовни, Джилліан Андерсон і Мітча Піледжі, в епізоді представлені запрошені зірки Барбара Херші та повернення Діна Гаглунда, спочатку «вбитого» в 9 сезоні.

## Показ і відгуки
«Це» отримав загалом позитивні відгуки критиків. На «Rotten Tomatoes» рейтинг схвалення становить 94 % із середньою оцінкою 7,70 із 10 на основі 18 відгуків.
Під час початкової трансляції в США 10 січня 2018 року його переглянули 3,95 мільйона глядачів, що на 23 % менше, ніж у попереднього епізоду, який мав 5,15 мільйона глядачів. З урахуванням рейтингів «Live +7» за тиждень з 8 по 14 січня його подивилися 5,94 мільйона глядачів.
Станом на серпень 2022 року на сайті «IMDb» серія отримала 7.2 бала підтримки з можливих 10 при 3205 голосах користувачів. Оглядач Мет Фаулер для «IGN» писав так: «„Це“ зуміло налаштувати 11-й сезон на правильний шлях із епізодом, який був одночасно одноразовою пригодою (з невеликим наслідком того, що наші герої можуть бути ув'язнені в аналітичному центрі зі штучним інтелектом), і міфологічним епізодом, покликаним поєднати минуле з сьогоденням».
Оглядач Зак Гендлен для «The A.V. Club» зазначив так: «Частина „Це“ трохи схожа на окремий епізод, відредагований, щоб вписатися в міфологічний запис, що може засмучувати. І все ж чим більше я думаю про це, тим більше я ціную, чого він досягає. Незважаючи на певну вузькість у фокусі серіалу (йдеться про кінець світу, але важко позбутися відчуття, що в цьому світі всього лише п'ятнадцять людей), режисура та декорації були достатньо кінематографічними, щоб це було легко недогледіти. Контекст, узгодженість і чудова робота персонажів — усе це поєднується, щоб запропонувати щось більше, ніж трюк чи ностальгію. І хоча я ніколи не забував — те, що я дивлюся, було відродженням, були часи, коли це здавалося, що „відродження“ може зрештою, не будти таким поганим словом».

## Знімалися
| Актор             | Роль           |
| ----------------- | -------------- |
| Девід Духовни     | Фокс Малдер    |
| Джилліан Андерсон | Дейна Скаллі   |
| Мітч Піледжі      | Волтер Скіннер |
| Барбара Герші     | Еріка Прайс    |
| Сандрін Голт      | Кара Гембі     |
| Дін Гаглунд       | Річард Ленглі  |